# Tia Carrere

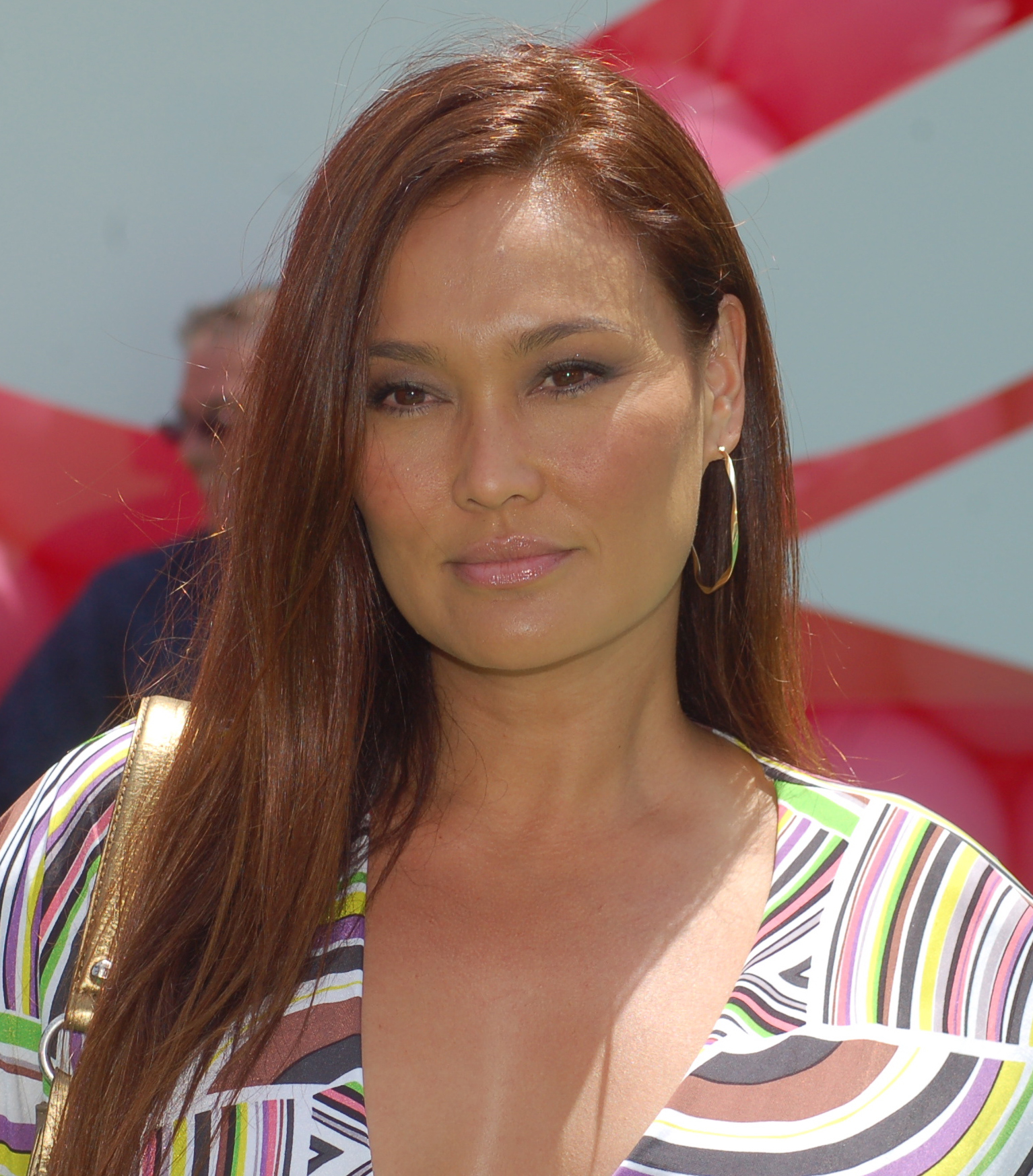
Tia Carrere (2009)

Tia Carrere (* 2. Januar 1967 in Kalihi, Hawaii; bürgerlich Althea Rae Duhinio Janairo) ist eine US-amerikanische Schauspielerin, Sängerin sowie mehrfache Grammy-Preisträgerin. Bekannt wurde sie durch Rollen in den Kinofilmen Wayne’s World und Wayne’s World 2 und der Abenteuer-Fernsehserie Relic Hunter.

## Biografie

### Kindheit und Privatleben
Carrere wurde 1967 als Althea Rae Duhinio Janairo in Kalihi geboren, einem Stadtteil von Honolulu auf der Insel Oʻahu. Carrere ist spanischer, chinesischer und philippinischer Abstammung. Schon als Kind träumte sie davon, Sängerin zu werden, und nahm ab ihrem elften Lebensjahr Gesangsunterricht.
Als sie zwölf Jahre alt war, zogen ihre Eltern und ihre beiden Schwestern aus beruflichen Gründen nach Samoa, Carrere blieb bei ihrer Großmutter in Honolulu zurück. Nach der Scheidung ihrer Eltern kehrten ihre Mutter und Schwestern drei Jahre später zurück.
1984 nahm sie den Künstlernamen Tia Carrere an. Tia ist eine Abkürzung ihres eigentlichen Vornamens Althea, während sie den Nachnamen Carrere von der Schauspielerin Barbara Carrera entlieh.
1985 nahm Carrere am Talentwettbewerb Star Search teil, schied jedoch bereits in der ersten Runde aus.
Kurz nachdem sie als Schauspielerin entdeckt worden war und ihre erste Filmrolle bekommen hatte, zog sie als Inhaberin eines Mitgliedsausweises der Screen Actors Guild nach Los Angeles. Dort arbeitete sie mehrere Monate als Model, unter anderem für Harper’s Bazaar und Cosmopolitan.
1992 wurde sie vom People Magazine in der Liste der 50 schönsten Menschen geführt. 1995 und 2001 zählte die US-amerikanische Zeitschrift FHM sie zu den „100 sexiest women“. 2002 posierte sie nackt für Fotograf Phillip Dixon für eine Fotostrecke des Playboy. Die Bilder wurden in der Januar-Ausgabe 2003 abgedruckt, deren Cover sie auch zierte. Im Dezember 2006 erschien diese Fotostrecke auch in der deutschen Ausgabe des Playboy.
Am 22. November 1992 heiratete sie den italienisch-libanesischen Produzenten Elie Samaha. Die Ehe wurde im Februar 2000 geschieden. Am 31. Dezember 2002 heiratete Carrere ein zweites Mal, diesmal den britischen Fotojournalisten Simon Wakelin. Die gemeinsame Tochter wurde am 25. September 2005 geboren. Im April 2010 reichte Carrere die Scheidung ein. Die Ehe wurde im August des gleichen Jahres geschieden. Beide teilen sich das Sorgerecht der gemeinsamen Tochter.
Carrere lebt derzeit in Los Angeles.

### Schauspielkarriere

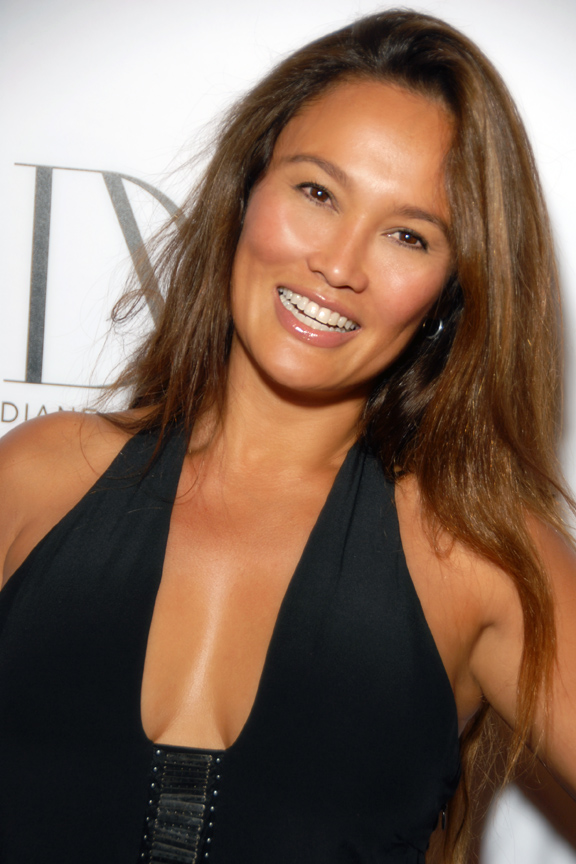
Carrere (2009)

Carrere wurde noch als Schülerin im Alter von 17 Jahren in einem Supermarkt in Waikiki von den Eltern des Filmproduzenten Mike Greco entdeckt. Dieser war von ihr begeistert und so erhielt sie die Rolle der Lani in dem von Greco produzierten Film Aloha Summer.
1985 erhielt sie eine Rolle in der Seifenoper General Hospital, in welcher sie von 1985 bis 1987 mitspielte. Während dieser Zeit hatte sie außerdem einen Gastauftritt in der Action-Serie Das A-Team. Eigentlich hätte aus diesem Auftritt eine Dauerrolle werden sollen, doch ihre Verpflichtungen bei General Hospital verhinderten dies. Ihre Rolle wurde daraufhin bereits nach einer Folge fallen gelassen und tauchte nie wieder auf.
Weitere Serienauftritte hatte sie in Airwolf, MacGyver, Zurück in die Vergangenheit, Eine schrecklich nette Familie, Geschichten aus der Gruft und NAM – Dienst in Vietnam.
Einem breiten Publikum bekannt wurde sie 1992 durch ihre Rolle der Rocksängerin „Cassandra Wong“ in der erfolgreichen Komödie Wayne’s World, die sie auch im Jahr darauf in der Fortsetzung Wayne’s World 2 verkörperte. Als ausgebildete Sängerin übernahm Carrere alle Gesangsstücke der Filme selbst und war auch auf dem Filmsoundtrack mit drei Liedern vertreten.
Ihrem Auftritt in Wayne’s World folgten mehrere Rollen in großen Produktionen, zum Beispiel Die Wiege der Sonne (1993), True Lies (1994), Gunpower (1995) und High School High (1996). Zudem wirkte sie in mehreren Filmen ihres damaligen Ehemannes Elie Samaha mit; diese hatten jedoch keinen großen Erfolg.
1995 übernahm sie eine der Hauptrollen im interaktiven CD-ROM-Spiel The Daedalus Encounter.
Von 1999 bis 2002 verkörperte sie die Archäologie-Professorin Sydney Fox in Relic Hunter, einer an die Indiana-Jones-Filme und Tomb-Raider-Spiele angelehnten Action-Abenteuer-Serie. Insgesamt wurden drei Staffeln der Serie produziert.

### Musik

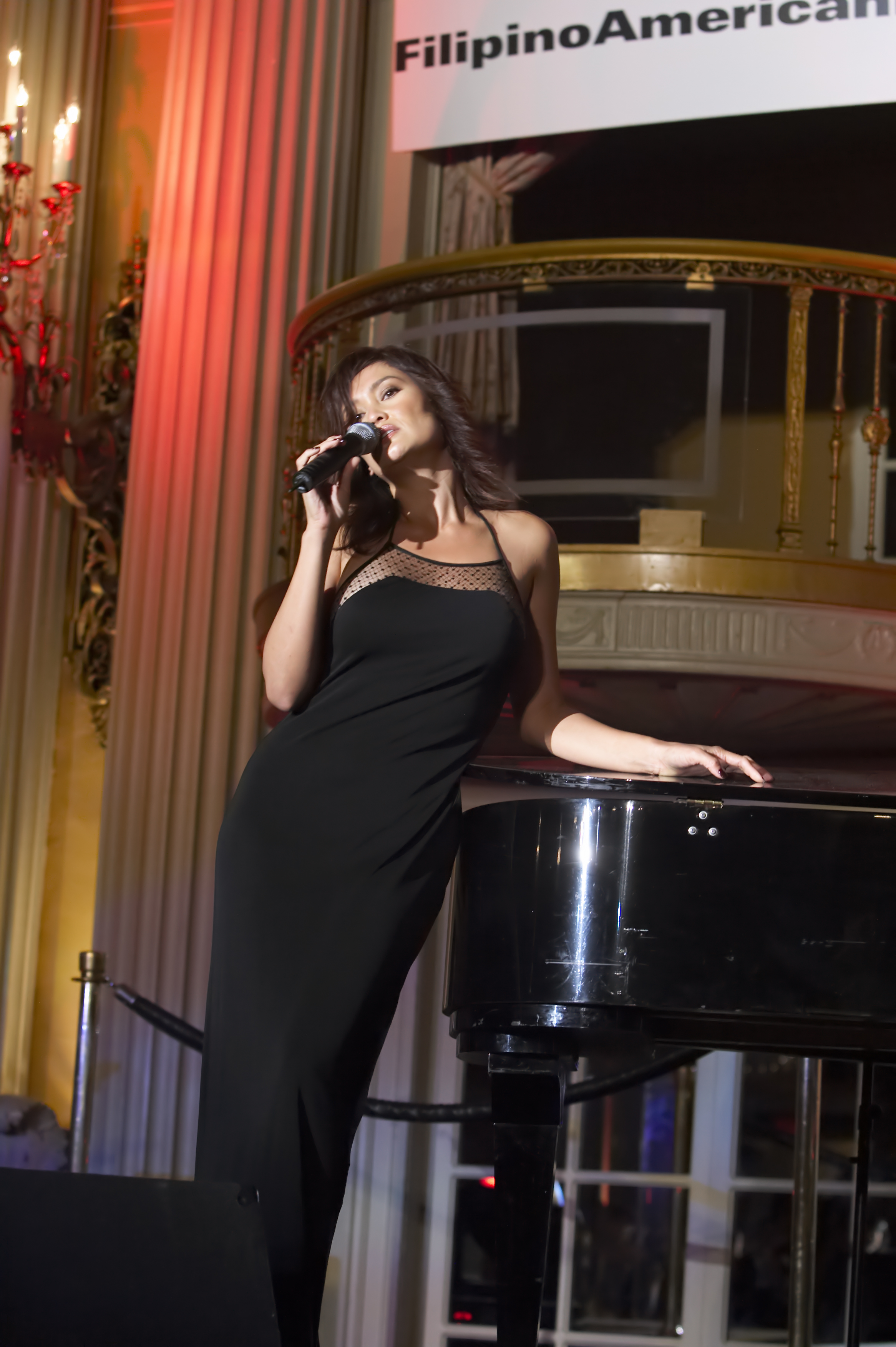
Carrere auf der Filipino American Library Spirit Awards and Dinner Gala (2006)

Neben ihrer Schauspielkarriere ist Carrere auch Sängerin und veröffentlichte mehrere Alben.
Carrere wuchs in einer sehr musikalischen Familie auf. Im Alter von 14 sang sie in einem Jazz-Orchester an ihrer High School. Dort traf sie Daniel Ho, mit dem sie später zusammen einen Grammy gewinnen würde. Sie gründeten eine Band, die Songs von Black Sabbath und AC/DC coverte, mit Carrere als Leadsängerin. Gemeinsam mit Ho trat sie auf verschiedenen Veranstaltungen auf Hawaii auf.
Ihrem musikalischen Talent verdankt sie auch ihre Rolle in der Filmkomödie Wayne’s World, mit der ihr der Durchbruch als Schauspielerin gelang. Nach einem Treffen mit Michael Ostin, dem Präsidenten von Warner Bros. Records, empfahl dieser sie dem Castingleiter des Films, welcher nach einer asiatischen Rocksängerin für die Rolle suchte. In diesem Film hatte sie nun die Möglichkeit, auch ihr musikalisches Können zu zeigen und übernahm die Gesangsparts des Filmes selbst. Außerdem steuerte sie drei Lieder zum Soundtrack des Films bei, der später mit Doppel-Platin ausgezeichnet wurde. Die Single Ballroom Blitz wurde in mehreren Ländern als Single-Auskopplung veröffentlicht, darunter Deutschland und Großbritannien.
Im Jahr 1993 veröffentlichte sie ihr erstes Solo-Album, Dream, das auf den Philippinen mit Platin ausgezeichnet wurde. Ebenfalls 1993 war sie mit dem Lied I never even told you auf dem Soundtrack des Trickfilms Batman: Mask of the Phantasm vertreten.
Mehrere Jahre verstrichen, bis sie sich wieder der Musik widmete. Zusammen mit ihrem Jugendfreund Daniel Ho nahm sie ihr zweites Album auf, das im Juni 2007 in Nordamerika veröffentlicht wurde. Unter dem Titel „Hawaiiana“ blieb sie ihrer Heimat treu und wurde 2008 in der Kategorie „Best Hawaiian Music Album“ bei den Grammy Awards 2008 nominiert. Schon bald darauf folgte das gemeinsam mit Daniel Ho produzierte Album Ikena, das im folgenden Jahr mit einem Grammy ausgezeichnet wurde. Im Jahr 2010 war sie erneut zusammen mit Ho nominiert, für ihr Album He Nani. Im Jahr 2011 wurde sie für das Album Huana Ke Aloha mit einem Grammy in der Kategorie „Best Hawaiian Music Album“ ausgezeichnet.

### Weitere Aktivitäten
Im Jahr 1995 spielte Carrere die Hauptrolle in dem Computerspiel The Daedalus Encounter. Sie ist außerdem als Synchronsprecherin für Zeichentrickfilme und -serien aktiv. 2002 lieh Carrere erfolgreich der Figur Nani im Zeichentrickfilm Lilo & Stitch ihre Stimme. Nach dem Erfolg des Filmes lieh Carrere Nani ihre Stimme auch in den Direct-to-DVD-Fortsetzungen Stitch & Co. – Der Film (2003), Lilo & Stitch 2 – Stitch völlig abgedreht (2005) und Leroy & Stitch (2006), in sechs Folgen der Zeichentrickserie Lilo & Stitch (2003–2006) und dem Videospiel Disney’s Stitch: Experiment 626 (2002). Es folgten Sprechrollen in mehreren anderen Zeichentrickserien. Außerdem lieh sie 2006 der Figur Lin im Computerspiel Saints Row ihre Stimme.
2006 nahm sie zusammen mit dem Tänzer Maksim Chmerkovskiy an der Tanzshow Dancing with the Stars auf dem Sender ABC teil. 2009 moderierte sie zusammen mit Wayne Brady einen Vor-Event der 51. Verleihung der Grammy Awards, der über die Website Grammy.com gestreamt wurde.
Die deutsche Ausgabe der Zeitschrift Playboy widmete Carrere die Frontseite sowie eine Bilderstrecke im Heft Dezember 2006.

## Filmografie (Auswahl)

### Filme
- 1985: Covenant
- 1987: Zombie Nightmare
- 1988: Aloha Summer
- 1989: Road Riders – Das Absturzkommando (The Road Raiders)
- 1989: Oro fino
- 1990: Fatal Mission
- 1990: Instant Karma
- 1991: Intimate Stranger
- 1991: Harley Davidson & The Marlboro Man (Harley Davidson and the Marlboro Man)
- 1991: Showdown in Little Tokyo
- 1992: Wayne’s World
- 1992: Immer Ärger mit Robbie (Little Sister)
- 1993: Wayne’s World 2
- 1993: Die Wiege der Sonne (Rising Sun)
- 1994: Hostile Intentions
- 1994: True Lies – Wahre Lügen (True Lies)
- 1995: Die Frau meines Lehrers (My Teacher’s Wife)
- 1995: Der Mörder in meinem Bett (Nothing but the Truth)
- 1995: Chaos! Schwiegersohn Junior im Gerichtssaal (Jury Duty)
- 1996: Gun Power (The Immortals)
- 1996: Desert Breeze
- 1996: High School High
- 1996: Lethal Point – Zwei gnadenlose Profis (Hollow Point)
- 1997: Showdown (Top of the World)
- 1997: Kull, der Eroberer (Kull the Conqueror)
- 1997: Hate – Haß (Natural Enemy)
- 1998: Gejagt und in Ketten gelegt (Dogboys)
- 1998: Scar – Ohne Gesetz (Scar City)
- 1999: Five Aces
- 2000: Merlin: Die Rückkehr (Merlin: The Return)
- 2002: Prince Charming (Meet Prince Charming)
- 2004: Torn Apart
- 2005: Back in the Day
- 2005: Supernova – Wenn die Sonne explodiert (Supernova)
- 2008: Dark Honeymoon
- 2009: Wild Cherry
- 2010: Hard Breakers
- 2011: Küssen verboten! – Honeymoon mit Hindernissen (You May Not Kiss The Bride)
- 2012: Kollisionskurs – Blackout im Cockpit (Collision Course)
- 2014: Asteroid vs Earth
- 2014: Gutshot Straight – Gnadenloses Spiel (Gutshot Straight)
- 2014: Pirate’s Code: The Adventures of Mickey Matson
- 2014: The Girl
- 2016: Showdown in Manila
- 2017: Palm Swings
- 2022: Easter Sunday
- 2022: A Big Fat Family Christmas (Fernsehfilm)
- 2024: Waltzing with Brando
- 2024: Paradise
- 2025: Lilo & Stitch

### Fernsehserien
- 1985: Mode, Models und Intrigen (Cover Up, Folge 1x17)
- 1985: Airwolf (Folge 3x08)
- 1985: Insiders (Folge 1x02)
- 1986: Das A-Team (The A-Team, Folge 4x23)
- 1985–1987: General Hospital (32 Folgen)
- 1986, 1988: MacGyver (2 Folgen)
- 1987: NAM – Dienst in Vietnam (Tour of Duty, Folge 1x03)
- 1988: Noble House (Fernsehminiserie, 4 Folgen)
- 1989: Anything But Love (Folge 1x02)
- 1990: Erben des Fluchs (Friday the 13th: The Series, Folge 3x11)
- 1990: Zurück in die Vergangenheit (Quantum Leap, Folge 3x02)
- 1990: Eine schrecklich nette Familie (Married… with Children, Folge 5x06)
- 1992: Geschichten aus der Gruft (Tales from the Crypt, Folge 4x03)
- 1995–1996: Murder One (3 Folgen)
- 1998: Veronica (Folge 2x06)
- 1999–2002: Relic Hunter – Die Schatzjägerin (Relic Hunter, 66 Folgen)
- 2006: O.C., California (The O.C., Folge 4x02)
- 2007: Back to You (Folge 1x05)
- 2007: Nip/Tuck – Schönheit hat ihren Preis (Nip/Tuck, Folge 5x01)
- 2007: Lass es, Larry! (Curb Your Enthusiasm, 3 Folgen)
- 2009: CSI: Miami (Folge 8x03)
- 2010: Warehouse 13 (2 Folgen)
- 2011: True Justice (2 Folgen)
- 2011: Combat Hospital (Folge 1x03)
- 2012: In Plain Sight – In der Schusslinie (In Plain Sight, 4 Folgen)
- 2015: Hawaii Five-0 (2 Folgen)
- 2017: Blue Bloods – Crime Scene New York (Blue Bloods, Folge 8x03)
- 2019: Dollface (Folge 1x04)
- 2020: AJ and the Queen (9 Folgen)
- 2023: Navy CIS: L.A. (NCIS: Los Angeles, Folge 14x18)
- 2023: Noch nie in meinem Leben … (Never Have I Ever, Folge 4x06)
- 2024: Potwins (Folge 1x01)

### Sprechrollen
- 1997: Happily Ever After: Fairy Tales for Every Child (eine Folge, als Mija)
- 1998: Hercules (eine Folge, als Marigold)
- 1999: The Night of the Headless Horseman (als Katrina Van Tassel)
- 2002: Lilo & Stitch (als Nani)
- 2003–2005: Duck Dodgers (als Martian Queen)
- 2003: Stitch Experiment 626 (als Nani)
- 2003: Stitch & Co. – Der Film (Stitch! The Movie, als Nani)
- 2003–2006: Lilo & Stitch (als Nani)
- 2004: Megas XLR (1 Folge, als Darklos)
- 2004: Johnny Bravo (eine Folge, als Beautiful Woman)
- 2005: Aloha, Scooby-Doo (als Snookie)
- 2005: Lilo & Stitch 2 – Stitch völlig abgedreht (Lilo & Stitch 2: Stitch Has a Glitch, als Nani)
- 2005: American Dragon: Jake Long (eine Folge, als Yan Yan)
- 2006: Leroy & Stitch (als Nani)
- 2006: Saints Row (als Lin)
- 2011–2013: Mission Scooby-Doo (als Judy Reeves)
- 2014: Uncle Grandpa (als Island Girl)
- 2015: Tom und Jerry – Agentenjagd (als Jezebel Jade)
- 2016: Family Guy (als Hawaiian Woman)
- 2017: Mickey and the Roadster Racers (als Auntie Olina)
- 2018: Legend of Hallowaiian (als Nana)

## Diskografie
- Wayne’s World Soundtrack (1992):
  - Fire
  - Ballroom Blitz
  - Why You Wanna Break My Heart
- Dream (Album, 1993)
- Batman: Mask of the Phantasm Soundtrack
  - I Never Even Told You (1993)
- Hawaiiana (Album, 2007, zusammen mit Daniel Ho), Platz 13 in den Billboard World Albums Charts am 14. August 2007[20]
- Ikena (Album, 2009, zusammen mit Daniel Ho)
- He Nani (Album, 2009, zusammen mit Daniel Ho)

## Auszeichnungen
ALMA Awards
- 2001: Nominierung: Outstanding Lead Actress in a Syndicated Drama Series (für Relic Hunter)

Saturn Award
- 1995: Nominierung: Best Supporting Actress (für True Lies)

MTV Movie Awards
- 1992: Nominierung: Most Desirable Female (für Wayne’s World)
- 1995: Nominierung: Best Dance Sequence (zusammen mit Arnold Schwarzenegger für True Lies)

Grammy Awards
- 2008: Nominierung: Best Hawaiian Music Album (für Hawaiiana)
- 2009: Best Hawaiian Music Album (zusammen mit Daniel Ho für Ikena)
- 2010: Nominierung: Best Hawaiian Music Album (zusammen mit Daniel Ho für He Nani)
- 2011: Best Hawaiian Music Album (zusammen mit Daniel Ho für Huana Ke Aloha)